# 愛とは決して後悔しないこと
『愛とは決して後悔しないこと』（あいとはけっしてこうかいしないこと）は、TBS系列で1996年1月12日から3月22日に金曜ドラマ枠で放送された日本のテレビドラマ。
タイトルは映画『ある愛の詩』のラストのセリフより。

## キャスト
太田康弘
演 - 緒形直人
太田家の長男。幼少期に父と死別。まもなく引き取られて来た香代とは異母兄妹として育つ。母との関係は良好だが、香代への邪険な仕打ちに対しては反発。朋子と交際するが、香代の想いに引きずられ、一線を越えてしまう。基本的には好青年。
太田香代
演 - 大塚寧々
物心ついた頃から母である瞳から「亡くなった父の愛人の娘」「仕方なく引き取らされた」と聞かされ疎まれて育つ。大学内などでは頼りがいのある姉御肌でもあるが、母から邪険に扱われて育ったこともあり、康弘に対して兄と知りつつも恋愛感情を抱き、朋子との交際を妨害する。最終回で康弘の子を妊娠。しかし康弘との恋を実らせようとした秋子が話した出生の秘密にショックを受け、一旦は失踪する。
竹内朋子
演 - 横山めぐみ
康弘の恋人。明朗快活な性格で、康弘との結婚を意識するようになるが、香代の嫉妬と妨害に悩まされてしまう。
太田瞳
演 - 夏桂子
康弘の実母。康弘の父でもある夫の遺言で、彼の愛人だった秋子が出産した香代を引き取り、康弘の妹として育てるが、愛情を抱けずに冷淡に接して来た。香代の暴走を知って康弘と朋子の結婚をせかすがうまく行かず、同時に長年に渡って憎悪して来た秋子との再会もあり、香代に対して次第に嫌悪感を露わにしていき、家から追放を企てる。
太田良子
演 - 根岸季衣
瞳の実妹。康弘と香代に愛情深く接するが、インチキ投資にのめり込み、瞳に迷惑を掛けてしまう。趣味は写真撮影（オープニングに登場する写真は、彼女が撮影したものという設定）。
金森涼太
演 - 神保悟志
清水幸太
演 - 相島一之
宮田秋子
演 - 小柳ルミ子
香代の実母。康弘の父とは愛人関係だったが、妊娠中に事件を起こし服役。生まれた香代を瞳に引き渡している。出所後は母と名乗ることもなく居酒屋を経営。瞳から憎悪をぶつけられ、香代を引き取って欲しいと言われるが拒絶。軽薄な面、傲慢な言動、見た目の派手さがあるが、香代に対しては母としての愛情を持ち合わせている。
小泉彗
演 - 宇崎慧
資産家の息子。香代から誘われたことをきっかけに彼女と交際。香代の心が康弘に向けられていることを危惧と同時に嫉妬心などから、康弘に嫌がらせをしてしまったこともある。のちに香代の本心と秋子から聞かされた真実を知って自ら身を引く。
桶川文人
演 - 遠藤一彦（元横浜大洋ホエールズ）
有田美幸
演 - 三浦早苗
香代と同じ大学へ通う女子大生。高校卒業と同時に就職したが、勉強がしたいとして進学をした。大人びた性格ではっきりした物言いをする。
三井
演 - 真瀬樹里
香代と同じ大学の後輩。香代を慕っていたが、彼女の康弘に対する想いと言動を知って、嫌悪感を抱くようになり絶交した。
坂本忠雄
演 - 神田正輝
関根克己
演 - 的場浩司

## スタッフ
- 脚本：矢島正雄
- 音楽：佐藤史朗
- 主題歌：「おまえが欲しい」とんねるず
- プロデュース：山田高道、西口典子
- 演出：根本実樹、松原信吾、鈴木利正、山田高道
- 制作：TBS、ドリマックス・テレビジョン

## サブタイトル
| 各話   | 放送日        | サブタイトル |
| ------ | ------------- | ------------ |
| 第1話  | 1996年1月12日 | KISS         |
| 第2話  | 1996年1月19日 | 男は兄女は妹 |
| 第3話  | 1996年1月26日 | 女になりたい |
| 第4話  | 1996年2月2日  | せつなくて   |
| 第5話  | 1996年2月9日  | 告白         |
| 第6話  | 1996年2月16日 | 悪魔のように |
| 第7話  | 1996年2月23日 | もう二人だけ |
| 第8話  | 1996年3月1日  | 復讐         |
| 第9話  | 1996年3月8日  | レイプ       |
| 第10話 | 1996年3月15日 | 結ばれた夜   |
| 第11話 | 1996年3月22日 | さよなら     |